# Leptotes babaulti
Leptotes babaulti is een vlinder uit de familie van de Lycaenidae.
De soort heeft een spanwijdte van 22 to 29 millimeter bij de mannetjes en 26 tot 30 mm bij de vrouwtjes. De bovenzijde van de vleugels is bij het mannetje blauw, bij het vrouwtje is er bruine tekening op een lichte achtergrond, met blauw aan de vleugelbasis. De onderkant kent een tijgerpatroon van afwisselend wittig en bruingrijs, donkerder dan de andere soorten uit dit geslacht. Aan de achtervleugel zit een staartje, op de vleugel bevinden zich bij dit staartje twee oogvlekken. Voor volledig zekere determinatie is veelal microscopisch onderzoek aan de genitaliën nodig.
De soort komt voor in het Afrotropisch gebied.